# Gianluca Sordo
Gianluca Sordo (Carrara, 2 dicembre 1969) è un ex calciatore italiano, di ruolo centrocampista.

## Carriera

### Giocatore

Da sinistra: Orlando, Matrecano, Sordo, Antonioli, Luzardi e Melli in ritiro con la nazionale olimpica nelle settimane precedenti il torneo di.

Cresciuto nel Torino, dopo una stagione al Trento nel 1990 tornò in granata, dove rimase fino al 1994. In quel periodo fece parte della nazionale under 21 che vinse l'Europeo di categoria nel 1992, anche grazie al suo gol a Ferrara nella gara di andata contro la Svezia; quindi nelle settimane seguenti, con la nazionale olimpica, partecipò al torneo di Barcellona 1992.
Colpì la traversa, ad un minuto dalla fine, nella gara di ritorno della finale di Coppa UEFA 1991-1992 tra Ajax e Torino; la squadra granata nel corso dello stesso incontro aveva già colpito due legni, quando le sarebbe bastata una rete (in virtù del 2-2 a Torino) per aggiudicarsi il trofeo internazionale, ragione per la quale il suo gesto tecnico rimase nella memoria collettiva dei tifosi del Torino come simbolo della "sfortuna" che perseguita la squadra e il suo pubblico.
Nel 1994 passò al Milan di Fabio Capello per 5 miliardi di lire, vincendo nel campionato 1995-1996 lo scudetto. Nel 1996 si trasferì alla Reggiana di Lucescu, quindi nel 1997 a Bari. In seguito, trovò un posto da titolare nel Pisa. La stagione successiva passò all'Arezzo e poi all'Aglianese, dove chiuse la carriera nel 2004.

### Dopo il ritiro
Nel 2005 è stato aggredito da un avventore del locale in cui si trovava, venendo colpito alle tempia sinistra e riportando gravi conseguenze.

## Statistiche

### Presenze e reti nei club
Statistiche aggiornate al 30 giugno 2004.
| Stagione        | Squadra         | Campionato      | Campionato | Campionato | Coppe nazionali | Coppe nazionali | Coppe nazionali | Coppe continentali | Coppe continentali | Coppe continentali | Altre coppe | Altre coppe | Altre coppe | Totale | Totale |
| Stagione        | Squadra         | Comp            | Pres       | Reti       | Comp            | Pres            | Reti            | Comp               | Pres               | Reti               | Comp        | Pres        | Reti        | Pres   | Reti   |
| --------------- | --------------- | --------------- | ---------- | ---------- | --------------- | --------------- | --------------- | ------------------ | ------------------ | ------------------ | ----------- | ----------- | ----------- | ------ | ------ |
| 1987-1988       | Torino          | A               | 0          | 0          | CI              | 0               | 0               | -                  | -                  | -                  | -           | -           | -           | 0      | 0      |
| 1988-1989       | Trento          | C1              | 25         | 1          | CI              | 0               | 0               | -                  | -                  | -                  | -           | -           | -           | 25     | 1      |
| 1989-1990       | Torino          | B               | 26         | 3          | CI              | 1               | 0               | -                  | -                  | -                  | -           | -           | -           | 27     | 3      |
| 1990-1991       | Torino          | A               | 24         | 0          | CI              | 2               | 0               | -                  | -                  | -                  | -           | -           | -           | 26     | 0      |
| 1991-1992       | Torino          | A               | 20         | 1          | CI              | 3               | 0               | CU                 | 8                  | 0                  | -           | -           | -           | 31     | 1      |
| 1992-1993       | Torino          | A               | 27         | 2          | CI              | 9               | 2               | CU                 | 4                  | 0                  | -           | -           | -           | 40     | 4      |
| 1993-1994       | Torino          | A               | 22         | 1          | CI              | 4               | 0               | CdC                | 1                  | 0                  | SI          | 1           | 0           | 28     | 1      |
| Totale Torino   | Totale Torino   | Totale Torino   | 119        | 7          |                 | 19              | 2               |                    | 13                 | 0                  |             | 1           | 0           | 152    | 9      |
| 1994-1995       | Milan           | A               | 6          | 0          | CI              | 3               | 0               | UCL                | 2                  | 0                  | -           | -           | -           | 11     | 0      |
| 1995-1996       | Milan           | A               | 5          | 0          | CI              | 0               | 0               | CU                 | 0                  | 0                  | -           | -           | -           | 5      | 0      |
| Totale Milan    | Totale Milan    | Totale Milan    | 11         | 0          |                 | 3               | 0               |                    | 2                  | 0                  |             |             |             | 16     | 0      |
| 1996-1997       | Reggiana        | A               | 7          | 0          | CI              | 0               | 0               | -                  | -                  | -                  | -           | -           | -           | 7      | 0      |
| 1997-1998       | Bari            | A               | 6          | 0          | CI              | 3               | 1               | -                  | -                  | -                  | -           | -           | -           | 9      | 1      |
| 1998-1999       | Cannes          | D2              | 7          | 0          | CF              | 1               | 0               | -                  | -                  | -                  | -           | -           | -           | 8      | 0      |
| 1999-2000       | Montevarchi     | C1              | 7          | 0          | CI              | 0               | 0               | -                  | -                  | -                  | -           | -           | -           | 7      | 0      |
| 2000-2001       | Pisa            | C1              | 27         | 3          | CI              | 3               | 0               | -                  | -                  | -                  | -           | -           | -           | 30     | 3      |
| 2001-2002       | Arezzo          | C1              | 21+2       | 1+0        | CI              | 3               | 0               | -                  | -                  | -                  | -           | -           | -           | 26     | 1      |
| 2002-2003       | Arezzo          | C1              | 24         | 0          | CI              | 0               | 0               | -                  | -                  | -                  | -           | -           | -           | 24     | 0      |
| Totale Arezzo   | Totale Arezzo   | Totale Arezzo   | 47         | 1          |                 | 3               | 0               |                    |                    |                    |             | -           | -           | 50     | 1      |
| 2003-2004       | Aglianese       | C2              | 27         | 2          | CI              | 0               | 0               | -                  | -                  | -                  | -           | -           | -           | 27     | 2      |
| Totale carriera | Totale carriera | Totale carriera | 283        | 14         |                 | 32              | 3               |                    | 15                 | 0                  |             | 1           | 0           | 331    | 17     |

### Cronologia presenze e reti in nazionale
| Cronologia completa delle presenze e delle reti in nazionale ― Italia under 21 | Cronologia completa delle presenze e delle reti in nazionale ― Italia under 21 | Cronologia completa delle presenze e delle reti in nazionale ― Italia under 21 | Cronologia completa delle presenze e delle reti in nazionale ― Italia under 21 | Cronologia completa delle presenze e delle reti in nazionale ― Italia under 21 | Cronologia completa delle presenze e delle reti in nazionale ― Italia under 21 | Cronologia completa delle presenze e delle reti in nazionale ― Italia under 21 | Cronologia completa delle presenze e delle reti in nazionale ― Italia under 21 |
| Data                                                                           | Città                                                                          | In casa                                                                        | Risultato                                                                      | Ospiti                                                                         | Competizione                                                                   | Reti                                                                           | Note                                                                           |
| ------------------------------------------------------------------------------ | ------------------------------------------------------------------------------ | ------------------------------------------------------------------------------ | ------------------------------------------------------------------------------ | ------------------------------------------------------------------------------ | ------------------------------------------------------------------------------ | ------------------------------------------------------------------------------ | ------------------------------------------------------------------------------ |
| 20-12-1989                                                                     | Valencia                                                                       | Spagna under 21                                                                | 1 – 0                                                                          | Italia under 21                                                                | Amichevole                                                                     | -                                                                              |                                                                                |
| 7-2-1990                                                                       | Reggio Emilia                                                                  | Italia under 21                                                                | 1 – 0                                                                          | Grecia under 21                                                                | Amichevole                                                                     | -                                                                              |                                                                                |
| 6-5-1990                                                                       | Lumezzane                                                                      | Italia under 21                                                                | 1 – 0                                                                          | Cipro under 21                                                                 | Amichevole                                                                     | -                                                                              |                                                                                |
| 26-9-1990                                                                      | Reggio Calabria                                                                | Italia under 21                                                                | 1 – 0                                                                          | Paesi Bassi under 21                                                           | Amichevole                                                                     | -                                                                              | 46’                                                                            |
| 18-10-1990                                                                     | Ferrara                                                                        | Italia under 21                                                                | 1 – 0                                                                          | Ungheria under 21                                                              | Qual. Europeo Under-21 1992                                                    | -                                                                              | 42’                                                                            |
| 19-12-1990                                                                     | Larnaca                                                                        | Cipro under 21                                                                 | 0 – 1                                                                          | Italia under 21                                                                | Amichevole                                                                     | -                                                                              | 79’                                                                            |
| 16-1-1991                                                                      | Atene                                                                          | Grecia under 21                                                                | 1 – 0                                                                          | Italia under 21                                                                | Amichevole                                                                     | -                                                                              | 46’                                                                            |
| 27-2-1991                                                                      | Grosseto                                                                       | Italia under 21                                                                | 0 – 0                                                                          | Polonia under 21                                                               | Amichevole                                                                     | -                                                                              |                                                                                |
| 17-4-1991                                                                      | Andria                                                                         | Italia under 21                                                                | 0 – 0                                                                          | Svezia under 21                                                                | Amichevole                                                                     | -                                                                              | 46’                                                                            |
| 13-11-1991                                                                     | Avellino                                                                       | Italia under 21                                                                | 2 – 1                                                                          | Norvegia under 21                                                              | Qual. Europeo Under-21 1992                                                    | 1                                                                              |                                                                                |
| 29-1-1992                                                                      | Atene                                                                          | Grecia under 21                                                                | 0 – 1                                                                          | Italia under 21                                                                | Amichevole                                                                     | -                                                                              | 75’                                                                            |
| 19-2-1992                                                                      | Izmir                                                                          | Turchia under 21                                                               | 0 – 1                                                                          | Italia under 21                                                                | Amichevole                                                                     | -                                                                              | 67’                                                                            |
| 11-3-1992                                                                      | Trnava                                                                         | Cecoslovacchia under 21                                                        | 1 – 2                                                                          | Italia under 21                                                                | Europeo Under-21 1992 - Quarti di finale - Andata                              | -                                                                              | 49’ 90’                                                                        |
| 25-3-1992                                                                      | Padova                                                                         | Italia under 21                                                                | 2 – 0                                                                          | Cecoslovacchia under 21                                                        | Europeo Under-21 1992 - Quarti di finale - Ritorno                             | -                                                                              | 85’                                                                            |
| 9-4-1992                                                                       | Aalborg                                                                        | Danimarca under 21                                                             | 0 – 1                                                                          | Italia under 21                                                                | Europeo Under-21 1992 - Semifinale - Andata                                    | -                                                                              | 86’                                                                            |
| 22-4-1992                                                                      | Perugia                                                                        | Italia under 21                                                                | 2 – 0                                                                          | Danimarca under 21                                                             | Europeo Under-21 1992 - Semifinale - Ritorno                                   | -                                                                              | 84’                                                                            |
| 28-5-1992                                                                      | Ferrara                                                                        | Italia under 21                                                                | 2 – 0                                                                          | Svezia under 21                                                                | Europeo Under-21 1992 - Finale - Andata                                        | 1                                                                              |                                                                                |
| 3-6-1992                                                                       | Växjö                                                                          | Svezia under 21                                                                | 1 – 0                                                                          | Italia under 21                                                                | Europeo Under-21 1992 - Finale - Ritorno                                       | -                                                                              | 90’                                                                            |
| Totale                                                                         |                                                                                | Presenze                                                                       | 18                                                                             |                                                                                | Reti                                                                           | 2                                                                              |                                                                                |

| Cronologia completa delle presenze e delle reti in nazionale ― Italia Olimpica | Cronologia completa delle presenze e delle reti in nazionale ― Italia Olimpica | Cronologia completa delle presenze e delle reti in nazionale ― Italia Olimpica | Cronologia completa delle presenze e delle reti in nazionale ― Italia Olimpica | Cronologia completa delle presenze e delle reti in nazionale ― Italia Olimpica | Cronologia completa delle presenze e delle reti in nazionale ― Italia Olimpica | Cronologia completa delle presenze e delle reti in nazionale ― Italia Olimpica | Cronologia completa delle presenze e delle reti in nazionale ― Italia Olimpica |
| Data                                                                           | Città                                                                          | In casa                                                                        | Risultato                                                                      | Ospiti                                                                         | Competizione                                                                   | Reti                                                                           | Note                                                                           |
| ------------------------------------------------------------------------------ | ------------------------------------------------------------------------------ | ------------------------------------------------------------------------------ | ------------------------------------------------------------------------------ | ------------------------------------------------------------------------------ | ------------------------------------------------------------------------------ | ------------------------------------------------------------------------------ | ------------------------------------------------------------------------------ |
| 10-7-1992                                                                      | Brescia                                                                        | Italia olimpica                                                                | 1 – 1                                                                          | Egitto olimpica                                                                | Amichevole                                                                     | -                                                                              | 71’                                                                            |
| 16-7-1992                                                                      | Marino                                                                         | Italia olimpica                                                                | 5 – 0                                                                          | Qatar olimpica                                                                 | Amichevole                                                                     | -                                                                              | 55’                                                                            |
| 24-7-1992                                                                      | Barcellona                                                                     | Italia olimpica                                                                | 2 – 1                                                                          | Stati Uniti olimpica                                                           | Olimpiadi 1992 - 1° turno                                                      | -                                                                              | 85’                                                                            |
| 27-7-1992                                                                      | Barcellona                                                                     | Italia olimpica                                                                | 0 – 3                                                                          | Polonia olimpica                                                               | Olimpiadi 1992 - 1° turno                                                      | -                                                                              | 57’ 44’                                                                        |
| 29-7-1992                                                                      | Barcellona                                                                     | Italia olimpica                                                                | 1 – 0                                                                          | Kuwait olimpica                                                                | Olimpiadi 1992 - 1° turno                                                      | -                                                                              | 57’ 52’                                                                        |
| Totale                                                                         |                                                                                | Presenze                                                                       | 5                                                                              |                                                                                | Reti                                                                           | 0                                                                              |                                                                                |

## Palmarès

### Club

#### Competizioni nazionali
- Campionato italiano di Serie B: 1

Torino: 1989-1990
- Coppa Italia: 1

Torino: 1992-1993
- Campionato italiano: 1

Milan: 1995-1996
- Supercoppa italiana: 1

Milan: 1994

#### Competizioni internazionali
- Coppa Mitropa: 1

Torino: 1991
- Supercoppa UEFA: 1

Milan: 1994

### Nazionale
- Campionato d'Europa Under-21: 1

1992